# Nikólaos Triantaphyllákos
Nikólaos Triantaphyllákos (grec moderne : Νικόλαος Τριανταφυλλάκος), né le 28 août 1855 à Tripoli en Grèce et mort le 16 septembre 1939, est un homme politique grec, Premier ministre quelques jours en septembre 1922, pendant une période tumultueuse de l'histoire grecque.

## Biographie
La Grèce est plongée dans une grave crise politique à la suite de la défaite de son armée lors de la campagne d'Asie mineure qui a entraîné la chute le 8 septembre 1922 du gouvernement de Pétros Protopapadákis. Le roi Constantin demande à Nikolaos Kalogeropoulos de constituer un nouveau gouvernement mais ce dernier échoue après deux jours de vaines négociations. Nikólaos Triantaphyllákos est appelé à son tour et arrive avec difficulté à constituer un gouvernement de fortune.
Dans le même temps, l'excitation et l'insatisfaction croissent dans la population. Des mesures strictes sont nécessaires pour le maintien de l'ordre. Le 26 septembre, la loi martiale est proclamée pour faire face à la révolte de 8 000 soldats et leurs officiers à Thessalonique qui exigent l'abdication du roi Constantin et la mise en accusation des anciens Premiers ministres Dimitrios Gounaris et Nikolaos Stratos. La révolte s'étend aux troupes stationnées dans les îles de Lesbos, Chios et en Crète. Les contingents de l'armée à Mytilène forment un comité révolutionnaire dirigé par le colonel Stylianós Gonatás qui exige la démission  du gouvernement, la dissolution du Parlement, la tenue de nouvelles élections et l'abdication du roi Constantin en faveur du prince héritier. Le mouvement révolutionnaire se propage rapidement. Le 27 septembre, le roi Constantin abdique pour la deuxième fois, en faveur de son fils aîné qui devient Georges II. Deux jours plus tard, le Premier ministre Triantaphyllákos et son gouvernement démissionnent.